# Cecilia Renata av Österrike
Cecilia Renata av Österrike, i Polen känd som Cecylia Renata, född 16 juli 1611 i Graz, död 24 mars 1644 i Vilnius, var drottning av Polen. Hon var gift med kung Vladislav IV av Polen och dotter till Ferdinand II (tysk-romersk kejsare) och Maria Anna av Bayern. Hon var politiskt aktiv för huset Habsburgs intressen i Polen.

## Biografi
Cecilia Renata och Vladislav vigdes genom ombud i Wien 4 augusti och sedan igen i Warszawa 13 september 1637, varpå hon sedan kröntes i samma stad. Det var den första polska kröningen som ägde rum i Warszawa i stället för i Krakow och den upprörde den polska adeln som därpå stiftade en lag som slog fast att kröningar måste ske i Krakow.
Cecilia beskrivs som välutbildad och intresserad av musik och teater, och hon blev omtyckt i Polen för sin hänsyn, bland annat tillät hon personer att sitta i hennes närvaro, vilket annars inte var tillåtet enligt protokollet. Hon avlägsnade Vladyslavs älskarinna Hedwig Łuszkowskiej från hovet genom att gifta bort henne. Hon blev vän med svägerskan Anna Katarina och brevväxlade med sina bröder, som hon hade en nära relation till.   
Cecilia var politiskt aktiv till förmån för familjen Habsburgs intressen i Polen och gav Vladislav råd i statsangelägenheter: hennes inflytande var särskilt stort då det gällde utnämningar till ämbeten. Som ledare för Habsburg-fraktionen vid det polska hovet lierade hon sig med Jerzy Ossoliński och Albrycht Stanisław Radziwiłł och stod i konflikt med Vladyslav barndomsvän Adam Kazanowski och kanslern Piotr Gembicki. Hennes inflytande minskade under de sista åren, då Vladyslav insåg att familjen Habsburg inte var beredd att ge honom någon reell hjälp.